# Os quatro pilares do destino
 Os quatro pilares do destino, conhecido como " Ba-Zi ", significa "oito caracteres" ou "oito palavras" e sendo  um conceito astrológico chinês de que o destino ou fato de uma pessoa pode ser adivinhado pelos dois caracteres do ciclo sexagenário atribuídos ao ano, mês, dia e hora de nascimento. Esse tipo de astrologia também é usado no Japão e na Coréia .

## Desenvolvimento
O quatro pilares do destino foi capaz de remontar à Dinastia Han, mas era uma definição immetódica. Na época da dinastia Tang, Lǐ Xū-Zhōng (em chinês: 李 虛 中) reorganizou esse conceito  pelos dois caracteres do ciclo sexagenário atribuídos ao ano, mês e data de nascimento de uma pessoa para prever sua personalidade e futuro como "Três Pilares do Destino", essa teoria se tornará cada vez mais popular.
Durante a Dinastia Song, Xú Zi Píng (em chinês: 徐子平), que reformou os "Três Pilares do destino" de Lǐ Xū-Zhōng, adicionou o "tempo de nascimento" como o quarto pilar, o que significa que outros personagens do ciclo sexagenário foram adicionados aos personagens de outras pessoas pilares do destino, de "seis caracteres" a "oito caracteres", a precisão da previsão foi muito maior e tornou-se mais útil. Portanto, as pessoas consideraram Xú Zi Píng que ele estabeleceu uma base sólida dos Quatro Pilares do Destino.

## Método
Dias, horas, meses e anos são todos designados como um dos dez Caules Celestiais e um dos doze Ramos Terrestres no ciclo sexagenário . A sorte de uma pessoa é determinada olhando os caracteres do ramo e do tronco para cada uma dessas quatro partes do tempo de nascimento.
E a contagem do ciclo de dia, horas, meses e anos são todos representados pela mesma nome so alterando o tempo que cada ciclo respeita, os dias tem 24 horas e cada hora pertence a um elemento que tambem pode ser o mesmo elemento da hora ou mes e etc.

### Anos
Ess é um ciclo do calendario Nongli, um calendario de ciclo sexagenário . 
| 1 - 甲子 - Madeira - Yang - Rato 2 - 乙丑 - Madeira - Yin - Boi 3 - 丙寅 - Fogo - Yang - Tigre 4 -丁卯 - Fogo - Yin - Coelho 5 - 戊丑 - Terra - Yang - Dragão 6 - 己巳 - Terra - Yin - Serpente 7 - 庚午 - Metal - Yang - Cavalo 8 - 辛未 - Metal - Yin - Carneiro 9 - 壬申 - Água - Yang - Macaco 10 -癸酉 - Água - Yin - Galo 11 - 甲戌 - Madeira - Yang - Cão 12 - 乙亥 - Madeira - Yin - Porco 13 - 丙子 - Fogo - Yang - Rato 14 - 丁丑 - Fogo - Yin - Boi 15 - 戊寅 - Terra - Yang - Tigre 16 - 己卯 - Terra - Yin - Coelho 17 - 庚辰 - Metal - Yang - Dragão 18 - 辛巳 - Metal - Yin - Serpente 19 - 壬午 - Água - Yang - Cavalo 20 - 癸未 - Água - Yin - Carneiro | 21 - 甲申 - Madeira - Yang - Macaco 22 - 乙酉 - Madeira - Yin - Galo 23 - 丙戌 - Fogo - Yang - Cão 24 - 丁亥 - Fogo - Yin - Porco 25 - 戊子- Terra - Yang - Rato 26 - 己丑 - Terra - Yin - Boi 27 - 庚寅 - Metal - Yang - Tigre 28 - 辛卯 - Metal - Yin - Coelho 29 - 壬辰 - Água - Yang - Dragão 30 - 癸巳 - Água - Yin - Serpente 31 - 甲午 - Madeira - Yang - Cavalo 32 - 乙未 - Madeira - Yin - Carneiro 33 - 丙申 - Fogo - Yang - Macaco 34 - 丁酉 - Fogo - Yin - Galo 35 - 戊戌 - Terra - Yang - Cão 36 - 己亥 - Terra - Yin - Porco 37 - 庚子 - Metal - Yang - Rato 38 - 辛丑 - Metal - Yin - Boi 39 - 壬寅 - Água - Yang - Tigre 40 - 癸卯 - Água - Yin - Coelho | 41 - 甲辰 - Madeira - Yang - Dragão 42 - 乙巳 - Madeira - Yin - Serpente 43 - 丙午 - Fogo - Yang - Cavalo 44 - 丁未 - Fogo - Yin - Carneiro 45 - 戊申 - Terra - Yang - Macaco 46 - 己酉 - Terra - Yin - Galo 47 - 庚戌 - Metal - Yang - Cão 48 - 辛亥 - Metal - Yin - Porco 49 - 壬子 - Água - Yang - Rato 50 - 癸丑 - Água - Yin - Boi 51 - 甲寅 - Madeira - Yang - Tigre 52 - 乙卯 - Madeira - Yin - Coelho 53 - 丙辰 - Fogo - Yang - Dragão 54 - 丁巳 - Fogo - Yin - Serpente 55 - 戊午 - Terra - Yang - Cavalo 56 - 己未 - Terra - Yin - Carneiro 57 - 庚申 - Metal - Yang - Macaco 58 - 辛酉 - Metal - Yin - Galo 59 - 壬戌 - Água - Yang - Cão 60 - 癸亥 - Água - Yin - Porco |

### Horas
As escolas são a Escola Acadêmica (派 派, Xué Yuàn Pài ) e a Escola Profissional (江湖 派, Jiāng Hú Pài ).
A Escola Acadêmica começou com Xú Zi Píng (徐子平) no início da Dinastia Song . Xú fundou a base teórica pura do sistema. Os representantes desta escola e suas publicações incluem:
Dinastia Song (宋)
- Sān Mìng Yuān Yuán 三 命 渊源, de Xú Dà Shēng 徐 大
- Yuān Hǎi Zi Píng 淵 海子 平, compilado por Xú Dà Shēng 徐 大 升 (denominado Zi Píng 子 平)

Dinastia Ming (明)
- Dī Tiān Suǐ 滴 天 髓
- Sān Mìng Tōng Kuài by, por Wàn Mín Yīng 万 民
- Míng Wàn Yù Wú 明 萬 育 吾
- Míni Liú Jī 明 劉 基

Dinastia Qing (清)
- Mìng Lǐ Yuē Yán 命理約言, de Chén Sù Ān 陈素庵
- Mìng Lǐ Tàn Yuán 命理探源, de Yuán Shù Shān 袁树珊

## No Japão
Shō-Kan também é o pronome relativo entre as hastes celestiais . Quando tivermos nosso aniversário como 甲子, 甲戌, 甲申, 甲午, 甲辰, 甲寅, no calendário chinês, o Tei ,Hi no to (丁)    pertencerá ao Shō-Kan. Quando temos as hastes celestes como 甲 em nosso aniversário, o 丁 atua como um fator Shō-Kan, da seguinte maneira:
- 乙  : 丙
- 丙  : 己
- 丁  : 戊
- 戊  : 辛
- 己  : 庚
- 庚  : 癸
- 辛  : 壬
- 壬  : 乙
- 癸  : 甲
- De um modo geral, Shō-Kan representa talentos esplêndidos, aparências brilhantes, potencial acadêmico.
- Dizem que liberdade de expressão, liberdade de pensamento e liberdade de expressão estão relacionadas a Shō-Kan.
- Quando não há o Shō-Kan adequado em nossa vida diária, podemos ficar confusos e até envolver-nos em atos anti-sociais.
- Shō-Kan também é o símbolo de uma espada e barra.
- As figuras com Shō-Kan são geralmente brilhantes e bonitas; no entanto, o verdadeiro e verdadeiro sucesso na vida é outro aspecto.
- Hirohito (também conhecido como Imperador Shōwa), nascido em 29 de abril de 1901, morreu em 7 de janeiro de 1989. Seu aniversário é 29 de abril de 1901, um dia chamado Shōwa Day no Japão.

O gráfico é o seguinte:
- Ano de nascimento: 1901   : 辛丑
- Mês de nascimento: abril   : 壬辰
- Dia de nascimento: 29   : 丁丑
- Hora do nascimento: dez e quinze da noite (22.15)   : 辛亥

A estrutura principal de seu gráfico é 傷 官 (Shō-Kan), 格 .  </br> O dia da丁(no calendário chinês ) atende abril, o mês de Do-Yo (土用)  o mês de 戊, de modo que temos a Sho-Kan. O elemento e trabalhador mais importante em seu gráfico é 甲 ou 乙 . O Inju também é o trabalhador que controla Shō-Kan. Em 1945, no ano de 乙酉, o Inju não tem efeito. A Haste Celestial 乙 está em Ku Bo (空亡, the workings are on hold)  .
Além disso, o Dai Un (história de longo prazo do Japão) é o seguinte. O início de abril no calendário lunar é o quinto dia, então há 24 dias desde o dia 5 até o aniversário de Hirohito. Um mês é equivalente a dez anos em Dai Un, e os 24 dias são equivalentes a oito anos. Os eventos na linha do tempo histórica que correspondem à sua vida dos oito aos 18 anos são os seguintes.
Dos 8 aos 18 anos   : 辛卯
- 18 a 28: 庚寅  : correspondente ao reinado e início do período Showa em 1926
- 28 a 38: 己丑  : início da Segunda Guerra Sino-Japonesa em 1937
- 38 a 48: 戊子  : Segunda Guerra Mundial, 1939-1945
- 48 a 58: 丁亥
- 58 a 68: 丙戌
- 68 a 78: 乙酉
- 78 a 88: 甲申  : fim do período Showa em 1989
- 88 a 98: 癸未

Os defensores do sistema Shō-Kan acreditam que o gráfico de Hirohito explica de alguma forma a derrota do Japão na Segunda Guerra Mundial após as explosões catastróficas de bombas atômicas em Hiroshima e Nagasaki .  